# Operace Cobra
Operace Cobra byla spojenecká ofenzíva, jež skončila prolomením německých pozic v Normandii. Jednalo se o jednu z nejdůležitějších částí bitvy o Normandii.

## Situace před ofenzívou
Ačkoliv bylo vylodění v Den D úspěšné, spojencům se nepodařilo dostat dál do vnitrozemí. Na počátku července 1944 byli sotva 24 km od pláží. Město Caen v britském sektoru bylo stále v rukou Němců, a i když se Američanům podařilo 27. června dobýt důležitý přístav Cherbourg, každý pokus o průlom z Normandie ztroskotal. Polní maršál Montgomery a generál Omar Bradley proto vypracovali nový plán na prolomení německých linií.

## Průlom

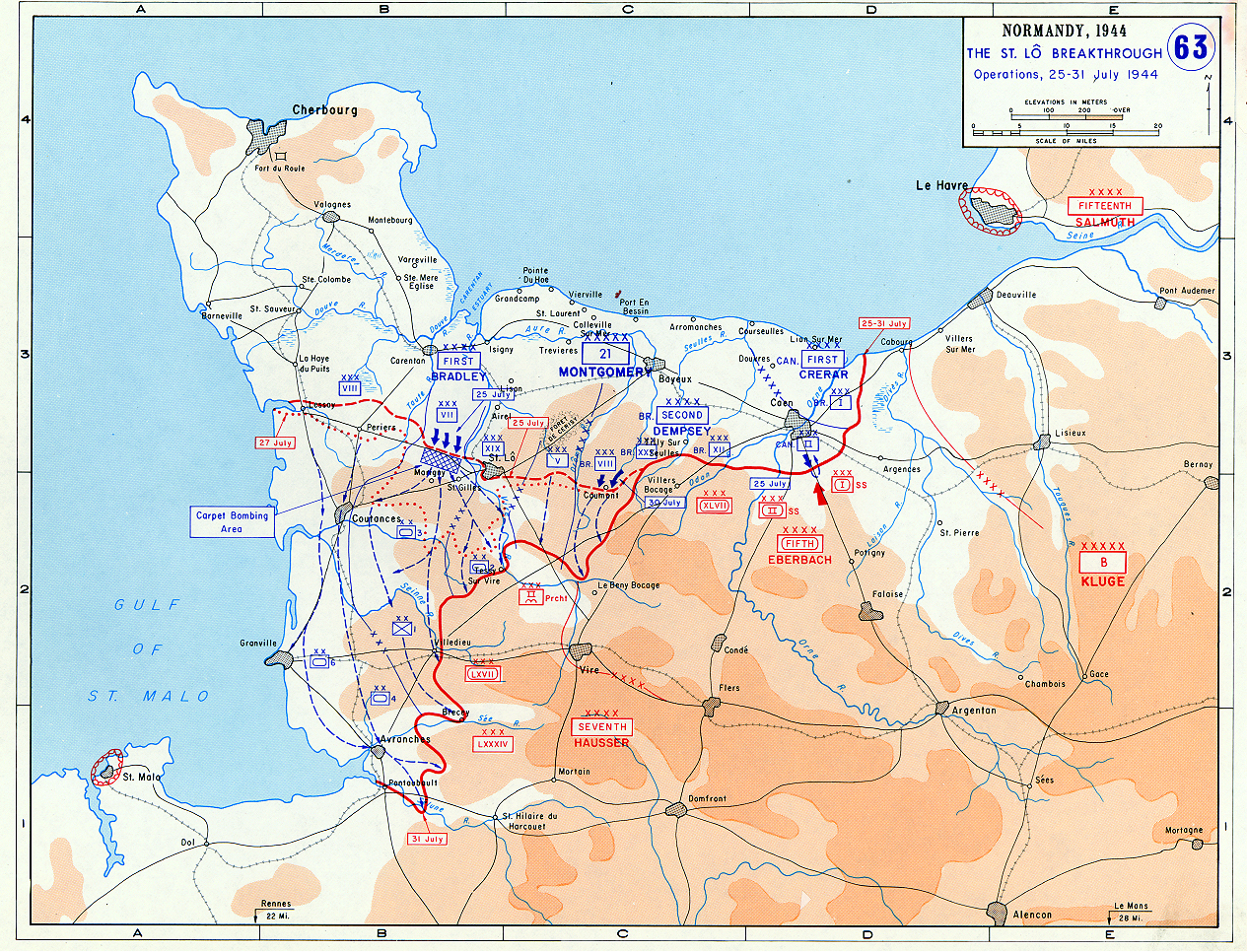
Průlom z Normandie - Operace "Cobra"

Operace „Cobra“, americký pokus o průlom, začala za nepříznivých okolností a večer 25. července se Eisenhower obával, že ofenzíva ztroskotá. Klíčovým se stal boj o strategicky důležitý most ve městě Avranches. Tento most představoval cestu do Bretaně a jižní Francie. Bitva o most byla krutá a vyžádala si spoustu obětí. Nakonec však skončila vítězstvím generála Collinse a jeho VII. sboru. Dne 30. července pronikla mezerou vytvořenou u Avranches čerstvá 3. armáda generála Pattona. Ta pronikla do německého týlu a do Bretaně. 6. srpna, dva měsíce po dni D se průlom z Normandie stal skutečností. Navíc přispěl k pozdějšímu obklíčení a zničení německé 7. armády u Falaise a Argentanu. Operace "Cobra" skončila úspěchem Eisenhowerových pozemních sil.